# Mounir Fekih
Mounir Fekih est un footballeur algérien né le 20 avril 1993 à Mers el-Kébir dans la wilaya d'Oran. Il évolue au poste d'avant centre à l'ES Ben Aknoun.

## Biographie
Le 14 octobre 2014, il reçoit une sélection avec l'équipe d'Algérie des moins de 23 ans, face au Qatar (victoire 0-1).
Lors de la saison 2014-2015, il se classe troisième du championnat d'Algérie avec le club du MC Oran.
En juillet 2015, Fekih signe un contrat d'un an en faveur de l'USM Blida.
Entre 2013 et 2018, il dispute 37 matchs en première division algérienne, inscrivant cinq buts.